# رمزية حصار
رمزية حصار هي رائدة مهنة الكيمياء في تركيا. وأول امرأة تركية تخرجت من جامعة السوربون بدرجة الدكتوراه. وهي والدة الفيزيائية فزا غورسي والطبيبة النفسية ديها غورسي.